# Ken Jones (Leichtathlet)
Ken Jones (eigentlich: Kenneth Jeffrey Jones; * 30. Dezember 1921 in Blaenavon; † 18. April 2006 in Newport, Wales) war ein britisch-walisischer Sprinter und Rugby-Rechter-Außendreiviertel. Mit 44 Einsätzen für die Walisische Rugby-Union-Nationalmannschaft zwischen 1947 und 58 war er zeitweise Weltrekordnationalspieler im Rugby und gilt als bester Allround-Rugby-Spieler Wales’ aller Zeiten, als Leichtathlet gewann er in der 4-mal-100-Meter-Staffel je einmal Silber bei den Olympischen Spielen und den Europameisterschaften.

## Leichtathletik
Jones diente während des Zweiten Weltkriegs bei der Royal Air Force in Indien, wo er im Dezember 1945 indischer Sprintmeister wurde. 1946 wurde er erstmals walisischer Meister über 100 und 200 Meter, beide Titel konnte er bis 1954 mit Ausnahme des Jahres 1950 stets verteidigen, sowie vier walisische Landesrekorde aufstellen. Bei den Olympischen Spielen 1948 in London scheiterte Jones über 100 Meter im Halbfinale. Mit Jack Archer, John Gregory und Alastair McCorquodale wurde er in der 4-mal-100-Meter-Staffel lediglich von den USA geschlagen. Er nahm nur noch an zwei weiteren internationalen Meisterschaften teil, beides im Jahr 1954: bei den Europameisterschaften in Bern gewann er mit der britischen Stafette (Jones, George Ellis, Kenneth Box und Brian Shenton) erneut Silber, bei den British Empire and Commonwealth Games in Vancouver war er Teamcaptain der walisischen Mannschaft und gewann über die mittlere Sprintstrecke (220 yds) Bronze.

## Rugby
Jones spielte nach dem Zweiten Weltkrieg kurz für Pontypool RFC und Blaenavon RFC, bevor er im Sommer 1946 zum Newport RFC wechselte. Für den Club erzielte er in 293 Spielen 146 Versuche. Seinen ersten Einsatz für die walisische Nationalmannschaft hatte er 1947 gegen die englische Rugby-Union-Nationalmannschaft, für Wales spielte er in zehn Jahren 44-mal. Unter anderem gelang 1950 und 1952 ein Grand Slam bei den Five Nations, außerdem erzielte er 1953 beim bislang letzten Siege Wales’ gegen die All Blacks den entscheidenden Versuch. Captain der walisischen Mannschaft war er jedoch nur bei einem Test gegen Schottland 1954. 1950 wurde er für die Australasien-Tour der British and Irish Lions nominiert und absolvierte für sie drei weitere Testländerspiele gegen die All Blacks.

## Sonstiges
Jones war während seiner aktiven Sportlaufbahn Lehrer, nach seinem Rücktritt wurde er Reifenhändler. Daneben arbeitete er für den Sunday Express als Experte für Rugby und Leichtathletik. Bis 1995 war er für fünf Jahrzehnte Präsident des Newport Athletic Club, zu dem auch der Newport RFC gehörte, trat dann aber wegen der Professionalisierung des Rugby Union unter Protest zurück.
1960 wurde Jones im Offiziersrang (OBE) in den Order of the British Empire aufgenommen, sowie Anfang der 1990er Jahre in die Welsh Sports Hall of Fame.